# Echeandia bolivarensis
Echeandia bolivarensis är en sparrisväxtart som beskrevs av Robert William Cruden. Echeandia bolivarensis ingår i släktet Echeandia och familjen sparrisväxter. Inga underarter finns listade i Catalogue of Life.